# Papirosa
Papirosa (rusky Папиросa) je typ cigarety bez filtru rozšířený především v zemích bývalého Sovětského svazu. Jedná se o cigaretu s papírovým náustkem, který tvoří zhruba dvě třetiny délky smotku. Tabák, tvořící zbývající třetinu papirosy, je oproti běžným cigaretám silně napěchován, což v kombinaci se speciálním pomalu hořícím cigaretovým papírem a vdechováním kouře přes objemný prostor náustku umožňuje dobu hoření jako u běžných cigaret a dodává papirose silnou chuť. Na počátku dvacátého století se vyráběly i luxusní a značně drahé značky. V sovětských dobách byly papirosy rozděleny do sedmi jakostně-cenových tříd podle typu tabáku, papirosy nižších tříd byly vyráběny z tabáku selského. Dnes se vyrábí pouze levné lidové značky, např. Bělomorkanal, Kazbek a jiné. Tabák z papiros Hercegovina Flor kouřil ve své dýmce J. V. Stalin.